# 에릭 휘태커
에릭 에드워드 휘태커(Eric Edward Whitacre, 1970년 1월 2일~)은 미국의 작곡가이다

## 생애
미국 네바다주에서 로스 휘태커와 록산느 휘태커의 아들로 태어났다. 어릴 때부터 피아노를 배웠고, 학교에서는 밴드부 활동을 한다. 테크노 팝 음악을 주로 연주했는데, 신디사이저 연주를 하면서 록스타가 되려는 꿈을 꾸었었다고 한다. 그러나 합창음악에 빠져 결국 합창음악의 세계로 넘어가고, 네바다 대학교 라스베이거스에서 작곡으로 학사 학위를 받는다.
이후 줄리어드 음대에서 석사과정을 마친다.